# Ostägäische Inseln

Inseln der nördlichen Ägäis

Unter dem Begriff Ostägäische Inseln werden im Deutschen einige griechische Inseln im östlichen Ägäischen Meer vor der nahen Nordwestküste der Türkei zusammengefasst. Sie gehören verwaltungsmäßig zur Region Nördliche Ägäis. Die südlich gelegenen Inseln der Präfektur Samos werden geografisch üblicherweise zu den Südlichen Sporaden gerechnet, die Inseln nördlich von Lesbos der gleichnamigen Präfektur werden nicht zu den Ostägäischen Inseln gezählt.
Somit zählen zu den Ostägäischen Inseln
- die Insel Lesbos und umliegende kleinere Eilande
- die Inseln im Regionalbezirk Chios, darunter
  - Chios
  - die Inselgruppe Inousses
  - Psara, Andipsara und umliegende kleine Eilande
- die Inseln der Präfekturbezirke Samos und Ikaria, darunter
  - die Insel Samos und umliegende kleinere Eilande, darunter Samiopoula
  - die Inselgruppe Fourni mit Thymena
  - die Insel Ikaria und umliegende kleine Eilande